# Evan Longoria
Pour les articles homonymes, voir Longoria.
Ne doit pas être confondu avec Eva Longoria.
Evan Michael Longoria (né le 7 octobre 1985 à Downey, Californie, États-Unis) est un joueur de troisième but des Giants de San Francisco de la Ligue majeure de baseball.
Il évolue de 2008 à 2017 pour les Rays de Tampa Bay. Il est désigné meilleure recrue de la Ligue américaine en 2008. Il représente les Rays au match des étoiles à trois reprises (2008, 2009 et 2010), remporte trois Gants dorés (2009, 2010, 2017) et un prix Fielding Bible (2010) pour son excellence en défensive au troisième but, et un Bâton d'argent (2009) pour ses qualités offensives.

## Carrière

### Scolaire et universitaire
Après des études secondaires à la St. John Bosco High School où il s'illustre en baseball en étant sélectionné en équipe première de la All-Sierra League, Evan Longoria ne reçoit pas d'offres de bourses universitaires. Il s'inscrit alors à la Rio Hondo Community College où il joue au baseball au poste d'arrêt-court. Sélectionné en équipe première All-State, il poursuit ses études, et sa carrière de joueur de baseball universitaire à l'Université d'État de Californie à Long Beach.

### Rays de Tampa Bay
Evan Longoria est sélectionné au premier tour du repêchage amateur de la Ligue majeure de baseball en 2006. Troisième joueur réclamé au total, il est repêché par les Rays de Tampa Bay, tandis que les clubs détenant les deux premières sélections n'ont pas la main heureuse avec leurs choix (Kansas City avec Luke Hochevar et Colorado avec Greg Reynolds).
Longoria empoche une prime de 3 millions de dollars à son engagement.

#### Saison 2008

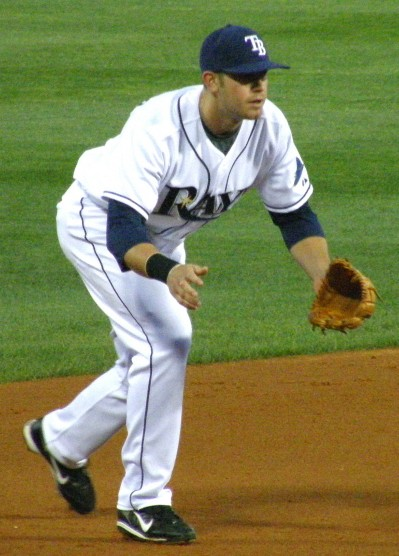
Evan Longoria à sa saison saison recrue en 2008.

Longoria progresse très rapidement parmi les équipes de ligues mineures des Rays et fait ses débuts dans le baseball majeur le 12 avril 2008
Sélectionné comme remplaçant pour les match des étoiles en juillet 2008, il est élu recrue de l'année dans la Ligue américaine en 2008 grâce à ses 27 coups de circuit et ses 85 points produits.
Le 2 octobre 2008, dans le premier match de la Série de divisions entre les Rays et les White Sox de Chicago, Evan Longoria frappe des coups de circuit à ses deux premiers passages au bâton en carrière dans les séries éliminatoires, devenant le deuxième joueur à réaliser cet exploit après Gary Gaetti pour Minnesota en 1987.

#### Saison 2009
En mars 2009, il est sélectionné en remplacement de Chipper Jones pour représenter les États-Unis lors de la Classique mondiale de baseball 2009
Longoria présente en 2009, à sa seconde saison, des statistiques supérieures à la première : moyenne au bâton de ,277, 33 circuits et 113 points produits. Il est sélectionné pour une seconde fois au match des étoiles. Sélectionné par les fans comme joueur de troisième but partant de la Ligue américaine pour ce match, il se désiste cependant en raison d'une blessure à un doigt. Après la saison, il reçoit un premier Gant doré pour son excellence en défensive à sa position ainsi qu'un premier Bâton d'argent.

#### Saison 2010
En 2010, il aide les Rays à remporter le titre de la division Est avec sa meilleure moyenne au bâton en carrière (,294), 22 circuits, 104 points produits, et un sommet en carrière de 15 buts volés. Il frappe un circuit et produit deux points dans la défaite en cinq matchs des Rays face aux Rangers du Texas en Série de division.

#### Saison 2011

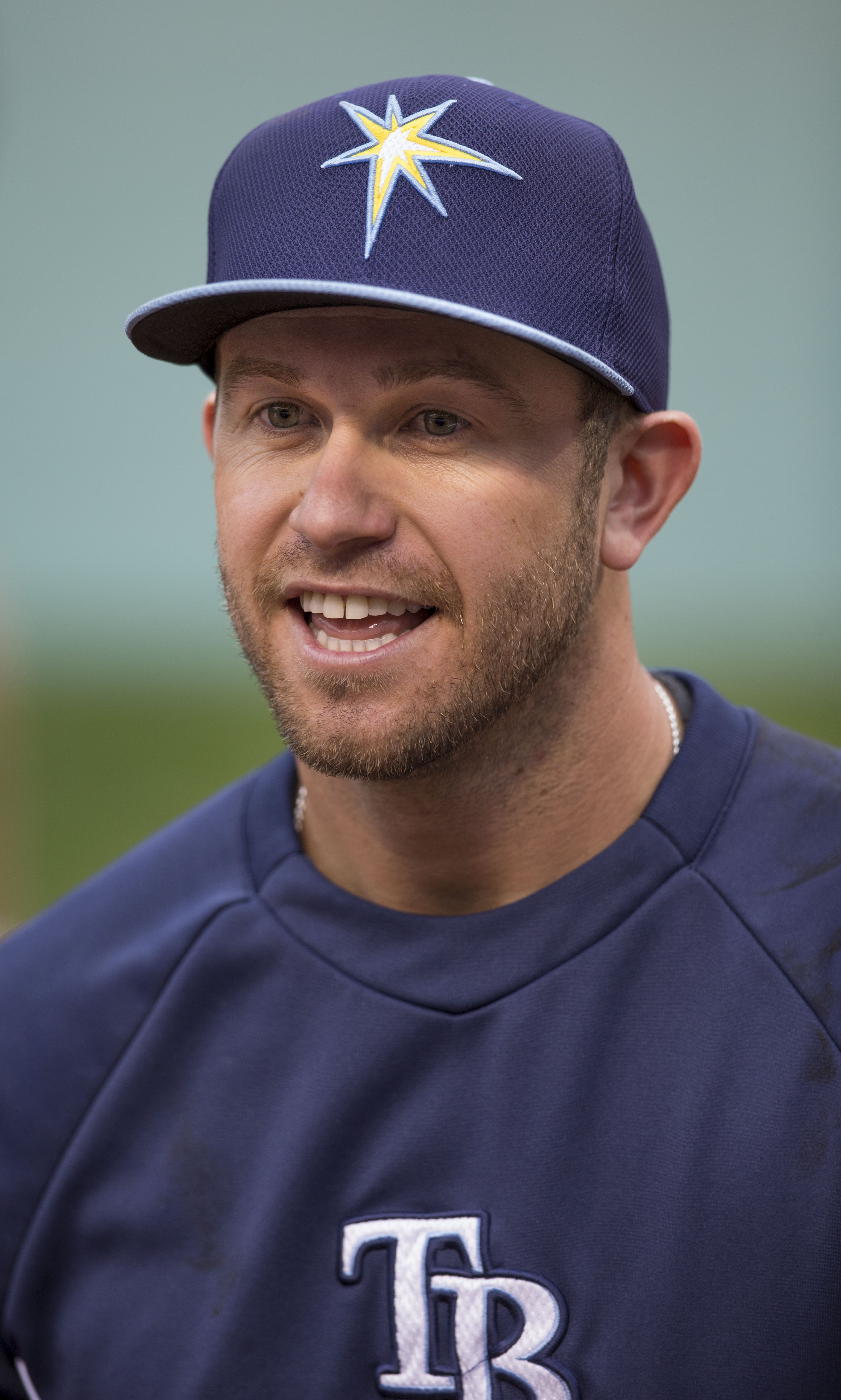
Evan Longoria en 2014.

En 2011, sa moyenne au bâton chute à ,244 mais il frappe 31 circuits et produit 99 points. Il joue les héros dans le dernier match de saison régulière des Rays, le 28 septembre. L'équipe laisse les Yankees de New York prendre les devants 7-0 avant de remporter une dramatique victoire de 8-7 en 12 manches de jeu, ce qui leur permet de doubler les Red Sox de Boston au classement et de se qualifier in extremis pour les séries éliminatoires. Dans ce dernier match de la saison, Longoria couronne une 8e manche de six points avec un circuit bon pour trois points. Après que son coéquipier Dan Johnson eut créé l'égalité sur un circuit en 9e reprise, Longoria donne la victoire aux Rays en 12e manche avec son second coup de quatre buts du match, aux dépens du lanceur Scott Proctor.
Il frappe un circuit de trois points dans une cause perdante en Série de divisions 2011, où les Rays sont pour la deuxième fois en deux ans éliminés par les Rangers du Texas.

#### Saison 2012
Longoria ne dispute que 74 matchs en Saison 2012 des Rays de Tampa Bay. Il 17 circuits et 55 points produits avec une moyenne au bâton de ,289 et une moyenne de puissance de ,527. Une blessure au muscles ischio-jambiers gauches le tient à l'écart de mai à août. Il revient à temps pour aider les Rays dans leur poussée finale pour se qualifier pour les éliminatoires, mais l'entreprise n'est pas couronnée de succès.
Le 26 novembre 2012, Longoria accepte une prolongation de contrat de six ans pour 100 millions de dollars qui expire en 2022, avec une option pour une autre saison en 2023.

#### Saison 2014
Le circuit de Longoria contre les Yankees de New York le 19 avril 2014 est son 164e pour les Rays, ce qui devient le nouveau record de franchise et éclipse l'ancienne marque établie par Carlos Peña de 2007 à 2012.

#### Saison 2015

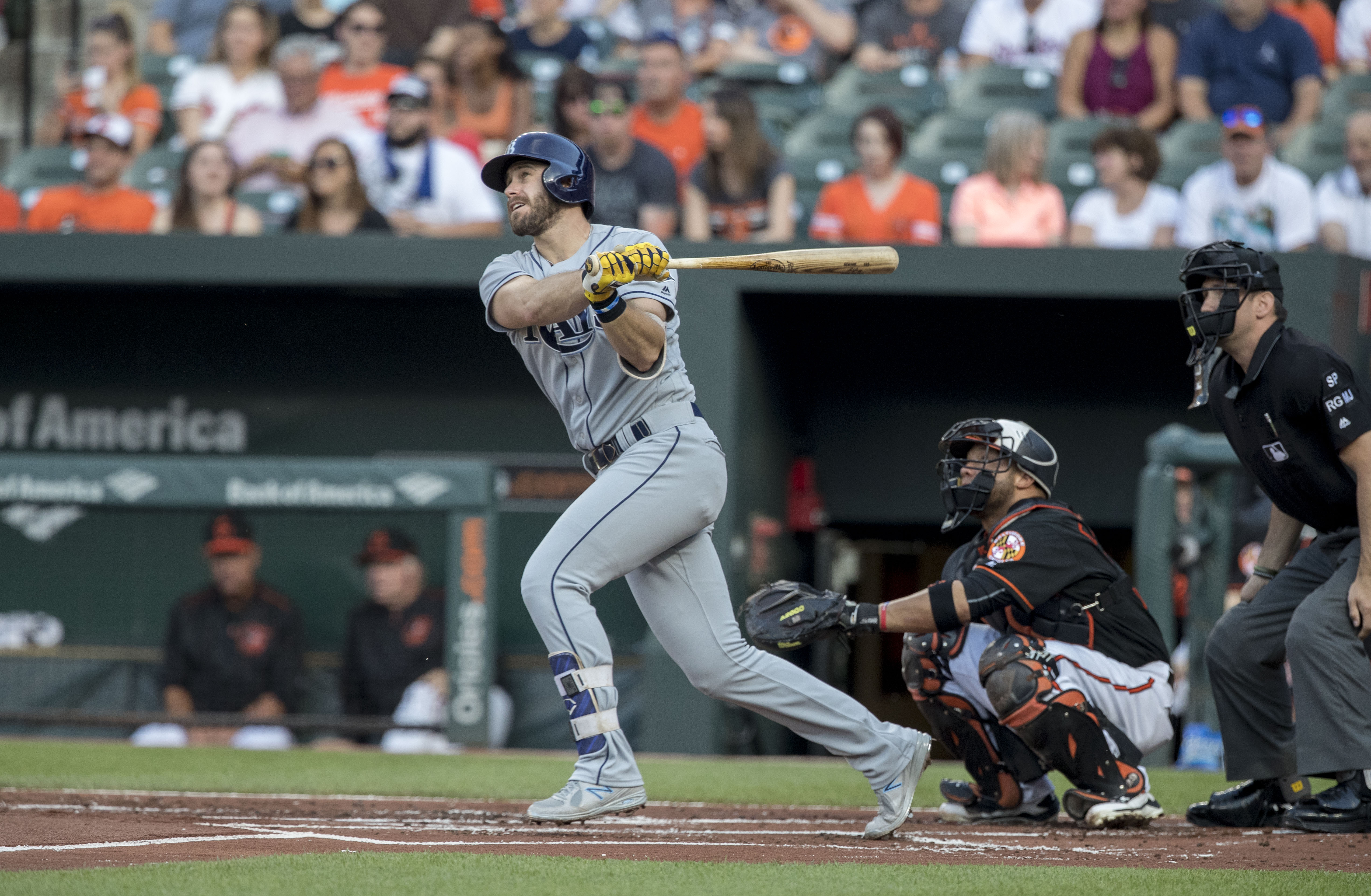
Evan Longoria au bâton en 2017 pour les Rays de Tampa Bay.

Le 2 septembre 2015, il est le premier joueur de l'histoire des Rays à atteindre les 200 circuits en carrière.

#### Saison 2017
Longoria réussit un cycle, le deuxième de l'histoire des Rays, le 1er août 2017 à Houston contre les Astros.

### Giants de San Francisco
Le 20 décembre 2017, les Rays de Tampa Bay échangent Evan Longoria aux Giants de San Francisco en retour du joueur de champ intérieur Christian Arroyo, du joueur de champ extérieur Denard Span, du lanceur gaucher des ligues mineures Matt Krook et du lanceur droitier des mineures Stephen Woods.

## Vie personnelle
Evan Longoria n'est pas parent avec l'actrice américaine Eva Longoria mais la similarité entre leurs noms a valu aux deux Longoria de nombreuses questions à ce sujet. Après avoir été élu sur l'équipe d'étoiles en 2008, l'actrice a fait parvenir à la vedette des Rays une bouteille de champagne et le joueur a envoyé en retour plusieurs items autographiés. Eva Longoria affirme être amusée d'entendre le nom d'Evan mentionné après les victoires des Rays et considère que ce dernier « fait honneur au nom Longoria. »

## Statistiques
| Saison | Équipe        | G    | AB   | R   | H    | 2B  | 3B | HR  | RBI | SB | BA   |
| ------ | ------------- | ---- | ---- | --- | ---- | --- | -- | --- | --- | -- | ---- |
| 2008   | Tampa Bay     | 122  | 448  | 67  | 122  | 31  | 2  | 27  | 85  | 7  | .272 |
| 2009   | Tampa Bay     | 157  | 584  | 100 | 164  | 44  | 0  | 33  | 113 | 9  | .281 |
| 2010   | Tampa Bay     | 151  | 574  | 96  | 169  | 46  | 5  | 22  | 104 | 15 | .294 |
| 2011   | Tampa Bay     | 133  | 483  | 78  | 118  | 26  | 1  | 31  | 99  | 3  | .244 |
| 2012   | Tampa Bay     | 74   | 273  | 39  | 79   | 14  | 0  | 17  | 55  | 2  | .289 |
| 2013   | Tampa Bay     | 160  | 614  | 91  | 165  | 39  | 3  | 32  | 88  | 1  | .269 |
| 2014   | Tampa Bay     | 162  | 624  | 83  | 158  | 26  | 1  | 22  | 91  | 5  | .253 |
| 2015   | Tampa Bay     | 160  | 604  | 74  | 163  | 35  | 1  | 21  | 73  | 3  | .270 |
| 2016   | Tampa Bay     | 160  | 633  | 81  | 173  | 41  | 4  | 36  | 98  | 0  | .273 |
| 2017   | Tampa Bay     | 156  | 613  | 71  | 160  | 36  | 2  | 20  | 86  | 6  | .261 |
| 2018   | San Francisco | 125  | 480  | 51  | 117  | 25  | 4  | 16  | 54  | 3  | .244 |
| Totaux | Totaux        | 1560 | 5930 | 831 | 1588 | 363 | 23 | 277 | 946 | 54 | .268 |

| Saison | Équipe    | G  | AB  | R  | H  | 2B | 3B | HR | RBI | SB | BA   |
| ------ | --------- | -- | --- | -- | -- | -- | -- | -- | --- | -- | ---- |
| 2008   | Tampa Bay | 16 | 62  | 10 | 12 | 3  | 0  | 6  | 13  | 1  | .194 |
| 2010   | Tampa Bay | 5  | 20  | 2  | 4  | 2  | 0  | 1  | 2   | 0  | .200 |
| 2011   | Tampa Bay | 4  | 16  | 2  | 3  | 0  | 0  | 1  | 3   | 0  | .188 |
| 2013   | Tampa Bay | 5  | 17  | 2  | 3  | 0  | 0  | 1  | 3   | 0  | .176 |
| Totaux | Totaux    | 30 | 115 | 16 | 22 | 5  | 0  | 9  | 21  | 1  | .191 |

Note : G = Matches joués ; AB = Passages au bâton; R = Points ; H = Coups sûrs ; 2B = Doubles ; 3B = Triples ; 
HR = Coup de circuit ; RBI = Points produits ; SB = Buts volés ; BA = Moyenne au bâton.